# 대한민국 형법 제20조
대한민국 형법 제20조는 정당행위에 대한 형법총론의 조문이다.

## 조문
제20조(정당행위) 법령에 의한 행위 또는 업무로 인한 행위 기타 사회상규에 위배되지 아니하는 행위는 벌하지 아니한다.

第20條(正當行爲)法令에 依한 行爲 또는 業務로 因한 行爲 其他 社會常規에 違背되지 아니하는 行爲는 罰하지 아니한다.

## 비교 조문
일본형법 제35조(정당행위) 법령 또는 정당한 업무에 의한 행위는 벌하지 아니한다.

## 판례
- 음란물이 그 자체로는 하등의 문학적·예술적·사상적·과학적·의학적·교육적 가치를 지니지 아니하더라도, 음란성에 관한 논의의 특수한 성격 때문에, 그에 관한 논의의 형성·발전을 위해 문학적·예술적·사상적·과학적·의학적·교육적 표현 등과 결합되는 경우가 있다. 이러한 경우 음란 표현의 해악이 이와 결합된 위와 같은 표현 등을 통해 상당한 방법으로 해소되거나 다양한 의견과 사상의 경쟁메커니즘에 의해 해소될 수 있는 정도라는 등의 특별한 사정이 있다면, 이러한 결합 표현물에 의한 표현행위는 공중도덕이나 사회윤리를 훼손하는 것이 아니어서, 법질서 전체의 정신이나 그 배후에 놓여 있는 사회윤리 내지 사회통념에 비추어 용인될 수 있는 행위로서 형법 제20조에 정하여진 ‘사회상규에 위배되지 아니하는 행위'에 해당된다.[1]

### 불법 감청·녹음을 알면서 보도하는 것이 정당행위인 경우
불법 감청·녹음 등에 관여하지 아니한 언론기관이, 그 통신 또는 대화의 내용이 불법 감청·녹음 등에 의하여 수집된 것이라는 사정을 알면서도 이를 보도하여 공개하는 행위가 형법 제20조의 정당행위로서 위법성이 조각된다고 하기 위해서는, 첫째 보도의 목적이 불법 감청·녹음 등의 범죄가 저질러졌다는 사실 자체를 고발하기 위한 것으로 그 과정에서 불가피하게 통신 또는 대화의 내용을 공개할 수밖에 없는 경우이거나, 불법 감청·녹음 등에 의하여 수집된 통신 또는 대화의 내용이 이를 공개하지 아니하면 공중의 생명·신체·재산 기타 공익에 대한 중대한 침해가 발생할 가능성이 현저한 경우 등과 같이 비상한 공적 관심의 대상이 되는 경우에 해당하여야 하고, 둘째 언론기관이 불법 감청·녹음 등의 결과물을 취득할 때 위법한 방법을 사용하거나 적극적·주도적으로 관여하여서는 아니 되며, 셋째 보도가 불법 감청·녹음 등의 사실을 고발하거나 비상한 공적 관심사항을 알리기 위한 목적을 달성하는 데 필요한 부분에 한정되는 등 통신비밀의 침해를 최소화하는 방법으로 이루어져야 하고, 넷째 언론이 그 내용을 보도함으로써 얻어지는 이익 및 가치가 통신비밀의 보호에 의하여 달성되는 이익 및 가치를 초과하여야 한다. 여기서 이익의 비교·형량은, 불법 감청·녹음된 타인 간의 통신 또는 대화가 이루어진 경위와 목적, 통신 또는 대화의 내용, 통신 또는 대화 당사자의 지위 내지 공적 인물로서의 성격, 불법 감청·녹음 등의 주체와 그러한 행위의 동기 및 경위, 언론기관이 불법 감청·녹음 등의 결과물을 취득하게 된 경위와 보도의 목적, 보도의 내용 및 보도로 인하여 침해되는 이익 등 제반 사정을 종합적으로 고려하여 정하여야 한다.

### 정당행위로 인정한 사례
- 집 앞에 주차하여 둔 피고인의 차를 피해자가 열쇠 꾸러미로 직직 긁어 손괴하다가 피고인에게 발각되었는데, 피해자가 놀라 도망가려고 하자 피고인이 피해자를 도망하지 못하게 멱살을 잡고 흔들어 피해자에게 전치 14일의 흉부찰과상을 가한 경우[3]
- 피해자(남, 57세)가 술에 만취하여 아무런 연고도 없는 가정주부인 피고인의 집에 들어가 유리창을 깨고 아무데나 소변을 보는 등 행패를 부리고 나가자, 피고인이 유리창 값을 받으러 피해자를 뒤따라 가며 그 어깨를 붙잡았으나, 상스러운 욕설을 계속하므로 더 이상 참지 못하고 잡고 있던 손으로 피해자의 어깨부분을 밀치자 술에 취하여 비틀거리던 피해자가 몸을 제대로 가누지 못하고 앞으로 넘어져 시멘트 바닥에 이마를 부딪쳐 1차성 쇼크로 사망한 경우[4]
- 피고인은 전에도 여러 차례 수박을 절취당하여 그 범인을 붙잡기 위해 수박밭을 지키고 있던 중 마침 같은 마을에 거주하며 피고인과 먼 친척간이기도 한 피해자(13세, 여)가 피고인의 수박밭에 들어와 두리번거리는 것을 발견하자 피해자가 수박을 훔치려던 것으로 믿고 “어제도 그제도 네가 수박을 따갔지”라고 말한 후 피해자를 앞세우고 수박밭에서 약 50m 떨어진 동네 주민 甲의 집으로 데려가 “이것이 수박밭에 들어왔더라”라고 말하고 甲의 만류로 피해자를 돌려보내면서도 피해자에게 “앞으로 수박이 없어지면 네 책임으로 한다”라고 말하였는데 피해자가 결백을 주장하기 위하여 음독 자살한 경우[5]
- 피고인이 피해자로부터 며칠간에 걸쳐 집요한 괴롭힘을 당해 오다가 피해자가 피고인이 교수로 재직하고 있는 대학교의 강의실 출입구에서 피고인의 진로를 막아서면서 피고인을 물리적으로 저지하려 하자 극도로 흥분된 상태에서 그 행패에서 벗어나기 위하여 피해자의 팔을 뿌리쳐서 피해자가 상해를 입게 된 경우[6]
- 수용시설에 수용 중인 부랑인들의 야간도주를 방지하기 위하여 그 취침시간 중 출입문을 안에서 시정조치한 행위[7]

### 정당행위로 인정하지 않은 사례
여자중학교 체육교사 겸 태권도 지도교사인 피고인이 자신이 체육교사로 근무하는 여중학교 운동장에서 피해여학생들이 "무질서하게 구보한다"는 이유로 손바닥으로 두 차례 목을 때리고 태권도대회 출전과 관련해 질문하는 피해여학생 2명에게 낯모르는 학생들이 보는 가운데 "싸가지 없는 년"이라고 욕설한 경우

## 참고문헌
- 박찬걸. (2016). 형법 제20조에 규정된 ‘사회상규에 위배되지 아니하는 행위’의 의미 및 다른 위법성조각사유와의 관계. 형사법연구, 28(1), 3-29.
- 김준호. (2022). 형법 제20조 ‘사회상규에 위배되지 아니하는 행위’의 유형에 관한 연구 - 의무의 충돌과 추정적 승낙의 법리적 해결에 관한 고찰을 겸하여. 법학논총, 54, 109-144.
- 이형근. (2022). 형법 제20조 사회상규 조항 운용의 적정화 방향. 형사법연구, 34(4), 125-151.
- 문창위. (2021). 형법 제20조 사회상규에 위배되지 아니하는 행위에 관한 연구 [박사학위논문, 창원대학교].
- 최민영. (2015). 형법 제20조 사회상규의 적용범위: 정치영역에서의 한계사례를 중심으로. 비교형사법연구, 17(1), 131-158.
- 김영환. (1991, 4). 형법 제20조 정당행위에 관한 비판적 고찰. 고시계, 36(5), 55-71.
- 이상용. (2007). 형법 제20조 사회상규 관련 판결사안의 유형화의 시도. 형사정책연구,, 131-164.
- 임웅, 강석구. (2002). 형법 제20조 사회상규에 관한 소고. 성균관법학, 14(1), 1-13.
- 안원하. (2015). 성직자의 업무행위와 형법 제20조의 정당화사유. 법학연구, 56(4), 83-103.
- 우희숙. (2014). 단체교섭거부행위와 형법 제20조의 관계. 법학논총, 31(1), 1-20.
- 양화식. (2004, 9). 分野別 論點講座:형법형법 제20조의 "사회상규에 위배되지 아니하는 행위"에 관한 고찰. 고시연구, 31(9), 83-97.
- 이정원. (2007). 형법 제20조의 법적의미와 위법성조각사유로서의 정당행위. 法學論文集, 31(1), 245-262.
- 이상용. (2003). 형법 제20조의 사회상규 규정의 입법연혁과 사회상규의 의미. 형사법연구,(20), 162-190.
- 양화식. (2003). 형법 제20조의 사회상규에 위배되지 아니하는 행위에 대한 고찰. 형사법연구,(19), 175-199.

## 같이 보기
- 정당방위
- 긴급피난